# Campeonato Uruguaio de Futebol de 1967
O Campeonato Uruguaio de Futebol de 1967 foi a 36ª edição da era profissional do Campeonato Uruguaio. O torneio consistiu em uma competição com dois turnos, no sistema de todos contra todos. O campeão foi o Peñarol, que conquistou o certame de forma invicta.

## Classificação[2]
| Pos | Equipe         | Pts | J  | V  | E  | D  | GP | GC | SG  |
| --- | -------------- | --- | -- | -- | -- | -- | -- | -- | --- |
| 1°  | Peñarol        | 33  | 18 | 15 | 3  | 0  | 43 | 6  | 37  |
| 2°  | Nacional       | 27  | 18 | 11 | 5  | 2  | 26 | 16 | 10  |
| 3°  | Cerro          | 20  | 18 | 7  | 6  | 5  | 21 | 16 | 5   |
| 4°  | Racing         | 18  | 18 | 3  | 12 | 3  | 13 | 17 | -4  |
| 5°  | Rampla Juniors | 17  | 18 | 6  | 5  | 7  | 21 | 22 | -1  |
| 6°  | Danubio        | 16  | 18 | 5  | 6  | 7  | 18 | 19 | -1  |
| 7°  | Defensor       | 14  | 18 | 5  | 4  | 9  | 19 | 27 | -8  |
| 8°  | Liverpool      | 13  | 18 | 3  | 7  | 8  | 14 | 23 | -9  |
| 9°  | Fénix          | 11  | 18 | 3  | 5  | 10 | 15 | 29 | -14 |
| 10° | Sud América    | 11  | 18 | 3  | 5  | 10 | 15 | 39 | -15 |

|  | Campeão e classificado à Libertadores de 1968. |
|  | Classificado à Libertadores de 1968.           |
|  | Rebaixado à Segunda Divisão.                   |

Promovido para a próxima temporada: River Plate.
| Campeonato Uruguaio de 1967  |
| ---------------------------- |
| Peñarol Campeão (30º título) |